# Orselina
Orselina (in dialetto ticinese Urselina) è un comune svizzero di 699 abitanti del Canton Ticino, nel distretto di Locarno. Noto per il santuario della Madonna del Sasso, il comune è rinomato quale località residenziale e turistica.

## Storia

Foto aerea di Orselina del 1953

Orselina risulta menzionata per la prima volta nel 1182 come Concilio Meziano e nel 1323 come Orsarina. Dal XVI secolo l'intera vicinia era indicata come Consiglio Mezzano e comprendeva anche Burbaglio e Muralto; quest'ultima località fu scorporata dal territorio di Orselina nel 1881, divenendo comune autonomo. Comune tradizionalmente dedito all'allevamento e alla coltivazione di vigneti, dall'inizio del XX secolo Orselina vide affermarsi il turismo.

## Monumenti e luoghi d'interesse

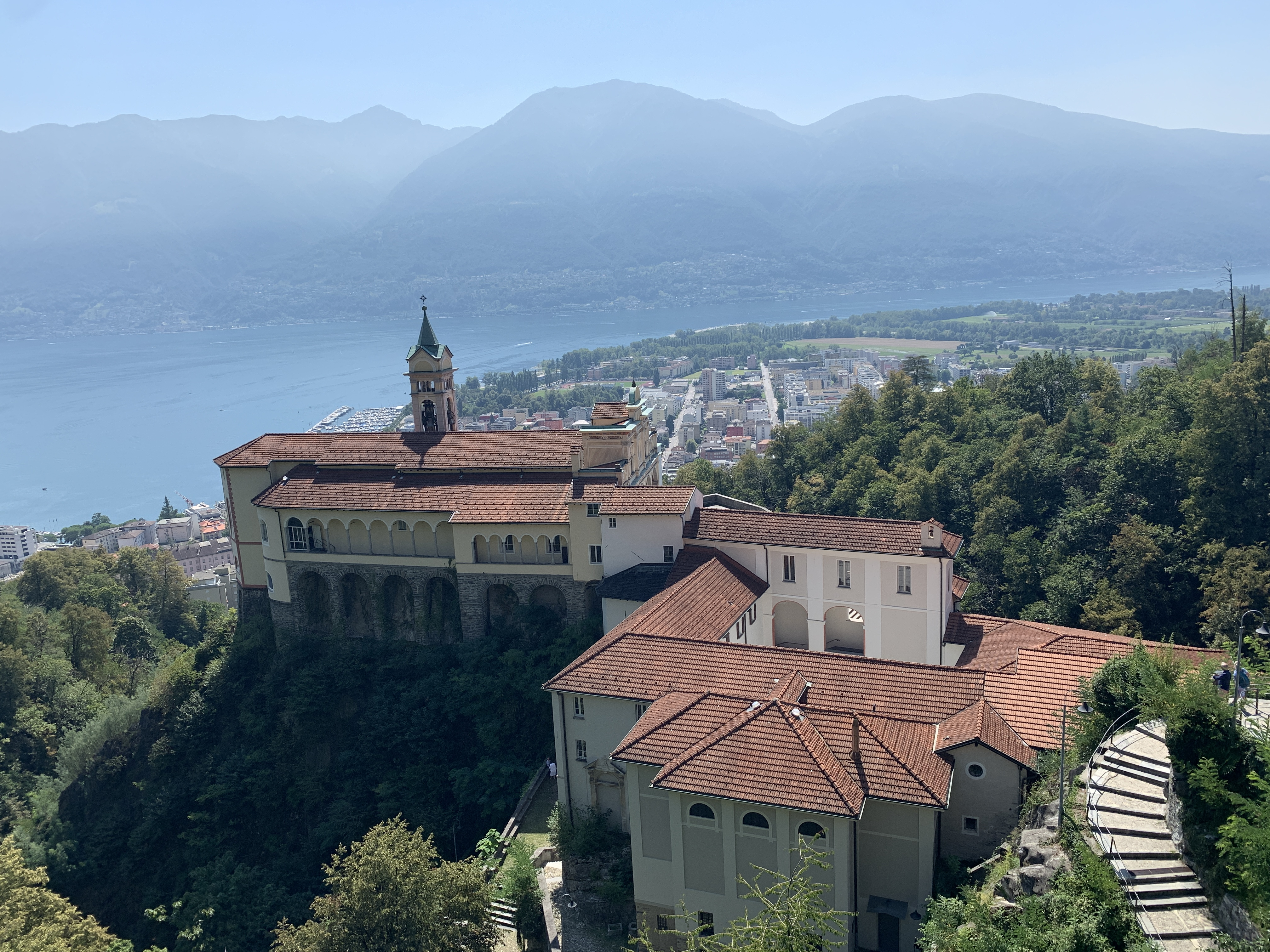
Il santuario della Madonna del Sasso

- Chiesa parrocchiale di San Bernardo, attestata dal XVI secolo[3];
- Santuario della Madonna del Sasso con la Chiesa di Santa Maria Assunta, del 1487, meta di pellegrinaggi[4] in seguito a un'apparizione mariana che avrebbe avuto, nel 1480, il frate francescano Bartolomeo Piatti, originario di Ivrea[5].
- Oratorio di San Bernardo[6];
- Monastero delle suore benedettine "Orsa Minore"[6];
- Parco con anfiteatro, nel quale durante l'anno si svolgono manifestazioni di ogni genere[6].

## Società

### Evoluzione demografica
L'evoluzione demografica è riportata nella seguente tabella (fino al 1888 è compresa la popolazione di Muralto):
Abitanti censiti

## Cultura

### Istruzione
Il Castello Bernese ospita la scuola dell'infanzia e una classe della scuola elementare di Orselina e Brione sopra Minusio.

## Economia
La località ha con un numero elevato di residenze secondarie, tre infrastrutture alberghiere e due cliniche.

### Infrastrutture e trasporti

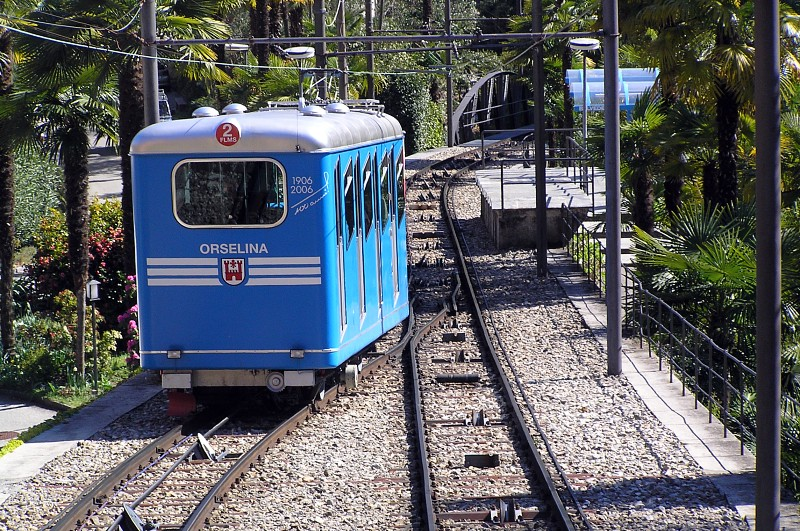
Una vettura della funicolare Locarno-Madonna del Sasso

La funicolare Locarno-Madonna del Sasso (FLMS) collega Locarno con il Santuario della Madonna del Sasso; costruita nel 1906, la funicolare ha una lunghezza 0,825 km e supera un dislivello di 173 metri. Sono in servizio due vetture Funicolare Orselina (Madonna del Sasso) Locarno, su funicolarelocarno.ch. URL consultato il 13 agosto 2021 (archiviato dall'url originale il 13 agosto 2021)..
La stazione di partenza della funivia Orselina-Cardada è stata progettata dall'architetto Mario Botta.

## Amministrazione
Ogni famiglia originaria del luogo fa parte del cosiddetto comune patriziale e ha la responsabilità della manutenzione di ogni bene ricadente all'interno dei confini del comune.